# الدمى المتحركة (فلم)
الدمى المتحركة هو فلم موسيقي كوميدي أمريكي إنتاج 2011 هو أول فلم من سلسلة الدمى المتحركة انتجها ديزني منذ عام 1996, الفلم من إخراج جيمس بوبن، كتبه نيكولاس ستولر وسيغيل، إنتاج ديفيد هوبرمان وتود ليبرمان، بطولة جيسون سيغيل ايمي ادامز وكريس كوبر رشيدة جونز.

## وصلات خارجية
- الدمى المتحركة على موقع IMDb (الإنجليزية)
- الدمى المتحركة على موقع ميتاكريتيك (الإنجليزية)
- الدمى المتحركة على موقع روتن توميتوز (الإنجليزية)
- الدمى المتحركة على موقع نتفليكس (الإنجليزية)
- الدمى المتحركة على موقع قاعدة بيانات الأفلام العربية
- الدمى المتحركة على موقع ألو سيني (الفرنسية)
- الدمى المتحركة على موقع Turner Classic Movies (الإنجليزية)
- الدمى المتحركة على موقع أول موفي (الإنجليزية)
- الدمى المتحركة على موقع بوكس أوفيس موجو (الإنجليزية)
- الدمى المتحركة على موقع فيلمافينيتي (الإسبانية)

1. ↑  وصلة مرجع: http://www.filmaffinity.com/es/film202595.html. الوصول: 8 مايو 2016.
2. 1 2  وصلة مرجع: http://www.imdb.com/title/tt1204342/. الوصول: 8 مايو 2016.
3. ↑  وصلة مرجع: http://www.metacritic.com/movie/the-muppets. الوصول: 8 مايو 2016.
4. 1 2  وصلة مرجع: http://www.commeaucinema.com/film/les-muppets-le-retour,191690. الوصول: 8 مايو 2016.
5. ↑  وصلة مرجع: http://www.allocine.fr/film/fichefilm_gen_cfilm=134931.html. الوصول: 8 مايو 2016.